# Жив-був Петро
«Жив-був Петро» («Жил-был Пётр») — радянський художній фільм 1983 року, знятий режисером Сергієм Сичовим на кіностудії «Білорусьфільм».

## Сюжет
Хроніка буднів колишнього архітектора, який тепер за обов'язком служби займається перевіркою діяльності будівельних організацій міста — принципового та безкомпромісного з усіма та у всьому.

## У ролях
- Борис Невзоров — Петро Григорович
- Володимир Івашов — Володимир Степанович, письменник, друг Петра
- Борис Сморчков — Іван Разуваєв, капітан міліції, друг Петра
- Наталія Сайко — Марійка, дружина Петра
- Василь Корзун — Євген Семенович Базов, начальник Петра
- Володимир Кулішов — Юрій Павлович Ридамчук, співробітник будівельної організації
- Віктор Гоголєв — Петро Євдокимович, дід хулігана, ветеран війни та праці
- Олексій Бірічевський — дядько Юхим, односелець Петра
- Антоніна Бендова — Тамара, подруга Маші
- Олександр Рахленко — Юра, хуліган
- Едуард Бочаров — Гриша, зварювальник, випадковий знайомий Петра
- Олександр Беспалий — Коля, зварювальник, колега Гриші
- Сергій Захорошко — хуліган
- Н. Іванова — епізод
- Лідія Мордачова — епізод
- Ігор Степанов — міліціонер
- Олена Трофименко — епізод
- Ростислав Шмирьов — епізод
- Галина Сулима — Валя, дружина Володимира
- Петро Юрченков — капітан міліції
- Денис Германов — Сашко
- Владлен Бірюков — начальник Петра
- Тетяна Чекатовська — диктор телебачення

## Знімальна група
- Режисер — Сергій Сичов
- Сценарист — Євген Григор'єв
- Оператор — Олег Шкляревський
- Композитори — Петро Альхімович, Володимир Солтан
- Художник — Ігор Топілін